# Stucchismo

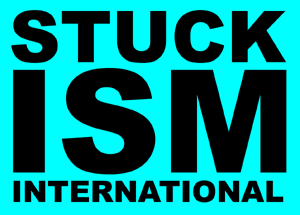
Logo del movimento

Lo Stucchismo (in inglese: Stuckism) è un movimento artistico internazionale fondato nel 1999 nel Regno Unito da Billy Childish e Charles Thomson per promuovere la pittura figurativa in opposizione all'arte concettuale. Gli stucchisti costituiscono una alternativa al gruppo della Brit Art di Charles Saatchi. Il gruppo originale di tredici artisti si è allargato ai 207 gruppi attuali, distribuiti in tutto il mondo. Childish ha lasciato il gruppo nel 2001.
Gli stucchisti hanno realizzato molte mostre, ma hanno ottenuto maggiore attenzione per i commenti schietti sui media e per le proteste, alcune effettuate in costume da clown. Particolare eco ha ricevuto la protesta contro il premio Turner (premio annuale per artisti sotto i 50 anni dedicato a William Turner) tenuto all'esterno della Tate Britain. Dopo molte esposizioni in piccole gallerie a Shoreditch, un quartiere di Londra, nel 2004 vi è stata una partecipazione ad una manifestazione di maggiori dimensioni: la Biennale di Liverpool.

## Nome, fondazione e provenienza
Il nome "Stuckism" è stato coniato nel gennaio 1999 da Charles Thomson in risposta a una poesia letta più volte da Billy Childish. In essa, Childish recita che la sua ex ragazza, Tracey Emin, aveva detto che era "Bloccato! Bloccato! Bloccato!" ("Stuck! Stuck! Stuck!") con la sua arte, poesia e musica. Più tardi in quel mese, Thomson si avvicinò a Childish con l'idea di co-fondare un gruppo artistico chiamato Stuckism, che Childish accettò, sulla base del fatto che Thomson avrebbe svolto il lavoro per il gruppo, poiché Childish aveva già un programma completo.
C'erano altri undici membri fondatori: Philip Absolon, Frances Castle, Sheila Clark, Eamon Everall, Ella Guru, Wolf Howard, Bill Lewis, Sanchia Lewis, Joe Machine, Sexton Ming e Charles Williams. L'appartenenza si è evoluta dalla sua fondazione attraverso collaborazioni creative: il gruppo è stato originariamente promosso come lavoro nella pittura, ma da allora i membri hanno lavorato in vari altri media, tra cui poesia, narrativa, performance, fotografia, film e musica.
Nel 1979, Thomson, Childish, Bill Lewis e Ming erano membri del gruppo di performance The Medway Poets, a cui Absolon e Sanchia Lewis avevano precedentemente contribuito. La Rochester Pottery di Peter Waite ha organizzato una serie di mostre personali di pittura. Nel 1982 la TVS trasmise un documentario sui poeti. Quell'anno, Emin, allora studente di moda, e Childish iniziarono una relazione; la sua scrittura è stata curata da Bill Lewis, stampata da Thomson e pubblicata da Childish. I membri del gruppo hanno pubblicato dozzine di opere. Il gruppo di poesia si sciolse dopo due anni, riconvocandosi nel 1987 per registrare The Medway Poets LP. Clark, Howard e Machine furono coinvolti negli anni successivi. Thomson conobbe Williams, che era uno studente d'arte locale e la cui ragazza era un'amica di Emin; Thomson ha anche incontrato Everall. Durante la fondazione del gruppo, Ming portò la sua ragazza, Guru, che a sua volta invitò Castle.

## Manifesti

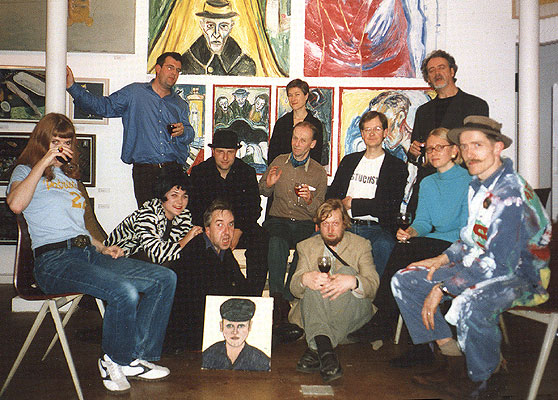
Il primo gruppo Stuckists di 13 artisti al Real Turner Prize Show, Pure Gallery, Shoreditch, Londra, nell'ottobre 2000

Nell'agosto 1999, Childish e Thomson hanno scritto il manifesto di The Stuckists che sottolinea il valore della pittura come mezzo, il suo uso per la comunicazione e l'espressione di emozioni ed esperienze - in contrasto con ciò che gli stucchisti vedono come novità superficiale, nichilismo e ironia dell'arte concettuale e del postmodernismo. L'affermazione più controversa del manifesto è: "Gli artisti che non dipingono non sono artisti".
Il secondo e il terzo manifesto, An Open Letter to Sir Nicholas Serota e Remodernism rispettivamente, furono inviati al direttore della Tate, Nicholas Serota. Ha inviato una breve risposta: "Grazie per la tua lettera aperta del 6 marzo. Non sarai sorpreso di apprendere che non ho commenti da fare sulla tua lettera, o sul tuo manifesto 'Remodernism'".
Nel manifesto del Remodernismo, gli stucchisti dichiararono di mirare a sostituire il postmodernismo con il rimodernismo, un periodo di rinnovati valori spirituali (al contrario di quelli religiosi) nell'arte, nella cultura e nella società. Altri manifesti hanno incluso Handy Hints, Anti-anti-art, The Cappuccino writer and the Idiocy of Contemporary Writing, The Turner Prize, The Decreptitude of the Critic e Stuckist critique of Damien Hirst.
In Anti-anti-art, gli stucchisti hanno delineato la loro opposizione a ciò che è noto come "anti-arte". Gli stuckisti affermano che l'arte concettuale è giustificata dal lavoro di Marcel Duchamp, ma che il lavoro di Duchamp è "anti-arte per intenzione ed effetto". Gli Stuckisti ritengono che "il lavoro di Duchamp fosse una protesta contro l'establishment artistico stantio e irriflessivo dei suoi tempi", mentre "la grande (ma del tutto involontaria) ironia del postmodernismo è che è un equivalente diretto dell'establishment conformista e non originale che Duchamp ha innanzitutto attaccato".
I manifesti sono stati scritti da altri stucchisti, incluso il gruppo Students for Stuckism. Un gruppo "Underage Stuckists" è stato fondato nel 2006 con un manifesto per adolescenti scritto da due sedicenni, Liv Soul e Rebekah Maybury, su MySpace. Nel 2009, un gruppo che si fa chiamare The Other Muswell Hill Stuckists ha pubblicato The Founding, Manifesto and Rules of The Other Muswell Hill Stuckists.

## Crescita nel Regno Unito

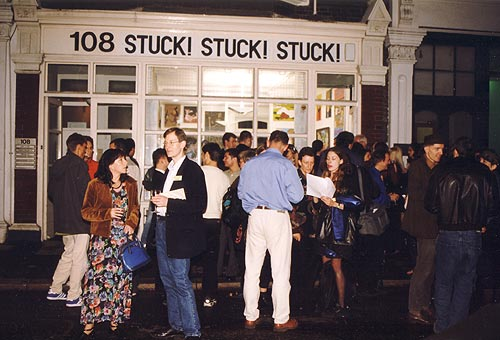
Stuck! Stuck! Stuck!, il primo spettacolo di Stuckist, 1999.

Nel luglio 1999, gli Stuckists furono menzionati per la prima volta dai media, in un articolo su The Evening Standard e presto ottennero altra copertura, aiutati dall'interesse della stampa per Tracey Emin, che era stata candidata per il Turner Prize.
Il primo spettacolo di Stuckist è stato Stuck! Stuck! Stuck! nel settembre 1999 in Joe Crompton's alla Shoreditch Gallery 108 (ora defunta), seguito da The Resignation of Sir Nicholas Serota. Nel 2000 hanno allestito The Real Turner Prize Show in concomitanza con la mostra Turner Prize della Tate Gallery.
Un gruppo "Students for Stuckism" è stato fondato nel 2000 da studenti del Camberwell College of Arts, che hanno organizzato la propria mostra. SP Howarth è stato espulso dal corso di laurea in pittura al Camberwell College per i suoi dipinti, e nel 2002 ha tenuto la prima mostra personale alla Stuckism International Gallery, intitolata I Don't Want a Painting Degree if it Means Not Painting.
Thomson si è presentato come candidato Stuckist per le elezioni generali britanniche del 2001, nel collegio elettorale di Islington South & Finsbury, contro Chris Smith, l'allora Segretario di Stato per la Cultura. Ha raccolto 108 voti (0,4%). Childish lasciò il gruppo in quel momento perché si opponeva alla leadership di Thomson.
Dal 2002 al 2005 Thomson ha diretto lo Stuckism International Centre and Gallery a Shoreditch, Londra. Nel 2003, con il titolo A Dead Shark Isn't Art, la galleria ha esposto uno squalo che era stato esposto per la prima volta al pubblico nel 1989 (due anni prima di Damien Hirst ) da Eddie Saunders nel suo negozio di Shoreditch, JD Electrical Supplies. È stato suggerito che Hirst potrebbe averlo visto e copiato.
Nel 2003 hanno denunciato Charles Saatchi all'Office of Fair Trading del Regno Unito, lamentando che aveva un effettivo monopolio sull'arte. La denuncia non è stata accolta. Nel 2003, un gruppo alleato, Stuckism Photography, è stato fondato da Larry Dunstan e Andy Bullock. Nel 2005 gli Stuckists hanno offerto alla Tate una donazione di 175 dipinti della mostra Walker, ma è stata respinta dagli amministratori della Tate stessa.
Nell'agosto 2005 Thomson ha avvertito la stampa del fatto che la Tate aveva acquistato un'opera di Chris Ofili, The Upper Room, per £ 705.000 mentre l'artista era un amministratore della Tate. Fraser Kee Scott, proprietario di una galleria d'arte chiamata A Gallery, espose con gli Stuckists fuori dalla Tate Gallery contro l'acquisto da parte della galleria di The Upper Room. Scott disse al Daily Telegraph che il presidente della Tate Gallery, Paul Myners, era stato ipocrita per essersi rifiutato di divulgare il prezzo pagato. Ofili aveva chiesto ad altri artisti di donare opere alla galleria. Nel luglio 2006 la Charity Commission ha censurato la galleria per aver agito al di fuori dei suoi poteri legali. Sir Nicholas Serota dichiarò che gli Stuckisti avevano "agito nell'interesse pubblico".
Nell'ottobre 2006, gli Stuckists hanno organizzato la loro prima mostra, Go West, in una galleria commerciale del West End, Spectrum London, segnalando il loro ingresso come "protagonisti importanti" nel mondo dell'arte.
Un simposio internazionale sullo Stuckismo ha avuto luogo nell'ottobre 2006 presso la Liverpool John Moores University durante la Biennale di Liverpool. Il programma è stato guidato da Naive John, fondatore dei Liverpool Stuckists. C'era una mostra di accompagnamento nella 68 Hope Gallery della Liverpool School of Art and Design (John Moores University Gallery).
Nel 2006 c'erano 63 gruppi Stuckist nel Regno Unito. I membri includono Naive John, Mark D, Elsa Dax, Paul Harvey, Jane Kelly, Udaiyan, Peter McArdle, Peter Murphy, Rachel Jordan, Guy Denning e Abby Jackson. John Bourne ha aperto Stuckism Wales a casa sua, una mostra permanente di dipinti (principalmente gallesi). Mandy McCartin è un'artista ospite regolare.
Nel 2010, il dipinto su Charles Saatchi di Paul Harvey è stato bandito dalla vetrina dell'Artspace Gallery in Maddox Street, Londra, in quanto "troppo controverso per l'area". Era il fulcro dello spettacolo, Stuckist Clowns Doing Their Dirty Work, la prima mostra degli Stuckists a Mayfair, e raffigurava Saatchi con una pecora ai suoi piedi e un'aureola ricavata da un involucro di formaggio. La Saatchi Gallery ha affermato che Saatchi "non avrebbe avuto alcun problema" con l'esposizione del dipinto. La galleria ha annunciato che stavano chiudendo la mostra. Harvey ha detto: "L'ho fatto per far sembrare Saatchi amichevole e umano. È una decisione ridicola". Gli Stuckisti hanno protestato via e-mail contro la galleria. Successivamente, il dipinto è stato ripristinato e la mostra è continuata.

### Dimostrazioni
Gli Stuckists hanno ottenuto una copertura mediatica significativa per otto anni di proteste (2000-2006 e 2008) fuori dalla Tate Britain contro il Turner Prize, a volte vestiti da pagliacci. Nel 2001 hanno manifestato a Trafalgar Square all'inaugurazione del Monumento di Rachel Whiteread. Nel 2002, hanno portato una bara contrassegnata con The Death of Conceptual Art alla White Cube Gallery. Nel 2004, al di fuori del lancio di The Triumph of Painting alla Saatchi Gallery, indossavano cappelli alti con il volto di Charles Saatchi decorato e portavano cartelli che affermavano che Saatchi aveva copiato le loro idee.
Gli eventi al di fuori della Gran Bretagna hanno incluso The Clown Trial of President Bush tenutosi a New Haven nel 2003 per protestare contro la guerra in Iraq. Michael Dickinson ha esposto collage politici e satirici in Turchia per i quali è stato arrestato, e accusato, ma assolto da ogni crimine, un risultato che si è visto avere implicazioni positive per il rapporto della Turchia con l'Unione Europea.

### The Stuckists Punk Victorian
The Stuckists Punk Victorian è stata la prima mostra nazionale di arte Stuckist in una galleria. Si è tenuto presso la Walker Art Gallery e la Lady Lever Art Gallery e faceva parte della Biennale di Liverpool del 2004. Consisteva in oltre 250 dipinti di 37 artisti, per lo più dal Regno Unito ma anche con una rappresentanza di artisti stuckisti internazionali provenienti da Stati Uniti, Germania e Australia. C'era una mostra di accompagnamento di fotografi Stuckist. Un libro, The Stuckists Punk Victorian, è stato pubblicato per accompagnare la mostra. La giornalista del Daily Mail Jane Kelly ha esposto nello spettacolo un dipinto di Myra Hindley, che potrebbe essere stata la causa del suo licenziamento dal lavoro.

### A Gallery
Nel luglio 2007, gli Stuckists hanno tenuto una mostra ad A Gallery, I Will not Have Sex with You as long as We're Married, intitolata dopo le parole apparentemente dette a Thomson dalla sua ex moglie, Stella Vine la loro prima notte di nozze. La mostra ha coinciso con l'apertura della grande mostra di Vine al Modern Art Oxford ed è stato provocato dalla rabbia di Thomson per il fatto che il materiale che promuoveva la sua mostra non menzionasse il suo tempo con gli Stuckists. Il presidente della Tate Paul Myners ha visitato entrambe le esposizioni.

### Sir Nicholas Serota Makes an Acquisitions Decision

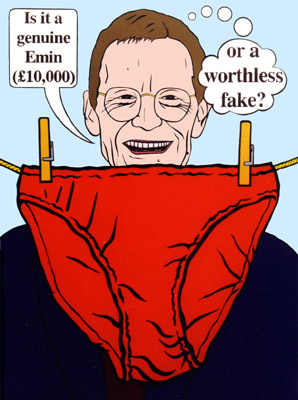
Charles Thomson, Sir Nicholas Serota Makes an Acquisitions Decision, 2000

Come ha scritto Charlotte Cripps di The Independent, il dipinto di Charles Thomson Sir Nicholas Serota Makes an Acquisitions Decision è uno di quelli più noti usciti dal movimento Stuckist, e come ha scritto Jane Morris su The Guardian è probabilmente un "pezzo distintivo " per il movimento, rappresentando la sua opposizione all'arte concettuale. Dipinto nel 2000, il pezzo è stato esposto in successive mostre di Stuckist e presentato su cartelli in manifestazioni di Stuckist contro il Turner Prize. Raffigura Sir Nicholas Serota, direttore della Tate Gallery e solito presidente della giuria del Turner Prize, e fa satira sull'installazione del giovane artista britannico Tracey Emin, My Bed, composto dal suo letto e oggetti, comprese le mutande, che ha esposto nel 1999 come candidata al Turner Prize.

## Movimento internazionale
Nel 2000 Regan Tamanui ha fondato il primo gruppo Stuckist fuori dalla Gran Bretagna a Melbourne, in Australia, ed è stato deciso che anche altri artisti dovrebbero essere liberi di fondare i propri gruppi, dal nome della loro località. Da allora lo Stuckism è diventato un movimento artistico internazionale di 233 gruppi in 52 paesi, a partire da luglio 2012.

### Africa
Mafa Bamba ha fondato The Abidgan Stuckists nel 2001 in Costa d'Avorio e Kari Seid ha fondato The Cape Town Stuckists nel 2008 in Sud Africa.

### America
Nel 2000, Susan Constanse ha fondato il primo gruppo statunitense The Pittsburgh Stuckists a Pittsburgh, il secondo gruppo fondato fuori dal Regno Unito. Questo è stato annunciato su In Pittsburgh Weekly, il 1 novembre 2000: "La nuova parola nell'arte è Stuckism. Uno Stuckist dipinge la propria vita, mente e anima senza pretese e senza scuse". Entro il 2011 ci sono 44 gruppi Stuckist negli Stati Uniti. Ci sono stati spettacoli e dimostrazioni di Stuckist negli Stati Uniti, e gli Stuckist americani hanno anche esposto in spettacoli internazionali di Stuckist all'estero. Gli Stuckisti statunitensi includono Ron Throop, Jeffrey Scott Holland, Frank Kozik e Terry Marks. Ci sono anche 4 gruppi Stuckist in Canada tra cui The White Rock Stuckists nella British Columbia fondata da David Wilson.

### Asia
Asim Butt ha fondato il primo gruppo pakistano Stuckist, The Karachi Stuckists, nel 2005. Alla fine del 2009 stava pensando di espandere The Karachi Stuckists con nuovi membri, ma il 15 gennaio 2010 si è suicidato. Nel 2011 Sheherbano Husain ha riavviato il gruppo.
The Tehran Stuckists è un gruppo di pittori iraniani Stuckisti, Rimodernisti e anti-anti-arte fondato nel 2007 a Teheran, che è uno dei principali protagonisti dello Stuckismo asiatico. Nell'aprile 2010 hanno curato la prima mostra di Stuckist in Iran, Tehran Stuckists: Searching for the Unlimited Potentials of Figurative Painting, all'Iran Artists Forum, Mirmiran Gallery. La loro seconda mostra, International Stuckists: Painters Out of Order, che comprende dipinti di Stuckists provenienti da Iran, Gran Bretagna, Stati Uniti, Spagna, Sud Africa, Pakistan e Turchia, si è tenuta alla Day Gallery nel novembre 2013. Sebbene uno degli aspetti principali del movimento Stuckism sia che "lo Stuckist si permette un'espressione senza censure", ma le mostre di The Tehran Stuckists in Iran sono censurate e non sono autorizzate a esporre alcune delle loro opere nelle gallerie iraniane. Il gruppo ha anche partecipato a mostre di Stuckist in Gran Bretagna, Lituania e Spagna.
Altri Stuckisti asiatici sono Shelley Li (Cina), Smeetha Boumik (India), Joko Apridinoto (Indonesia), Elio Yuri Figini (Giappone) e Fady Chamaa (Libano).

### Europa
The Prague Stuckists sono stati fondati nel 2005 nella Repubblica Ceca da Robert Janás, Altri artisti Stuckist in Europa includono Peter Klint (Germania), Michael Dickinson (Turchia), Odysseus Yakoumakis (Grecia), Artista Eli (Spagna), Kloot Per W (Belgio), Jaroslav Valečka (Repubblica Ceca), Jiří Hauschka (Repubblica Ceca), Markéta Korečková (Repubblica Ceca), Ján Macko (Slovacchia) e Pavel Lefterov (Bulgaria).

### Oceania
Nell'ottobre 2000, Regan Tamanui ha fondato The Melbourne Stuckists a Melbourne, il quarto gruppo Stuckist ad essere fondato e il primo fuori dal Regno Unito. Il 27 ottobre 2000, ha organizzato il Real Turner Prize Show alla Dead End Gallery di casa sua, in concomitanza con tre mostre con lo stesso titolo in Inghilterra (Londra, Falmouth e Dartington) e una in Germania per protestare contro il Turner Prize della Tate Gallery. Altri Stuckists australiani includono Godfrey Blow, che ha esposto in The Stuckists Punk Victorian. Nel 2005 Mike Mayhew ha anche fondato The Christchurch Stuckists in Nuova Zelanda.

## Ex-Stuckists
Il co-fondatore Billy Childish ha lasciato il gruppo nel 2001, ma ha dichiarato di rimanere fedele ai suoi principi. Sexton Ming se ne andò per concentrarsi su una carriera da solista con la Aquarium Gallery. Wolf Howard se n'è andato nel 2006, ma da allora si è esibito con il gruppo. Jesse Richards, che dirigeva lo Stuckism Center USA a New Haven, ha lasciato il gruppo nel 2006 per concentrarsi sul cinema rimodernista.
Nel giugno 2000, Stella Vine ha partecipato a una conferenza tenuta da Childish e Thomson su Stuckism and Remodernism a Londra. Alla fine di maggio 2001, ha esposto pubblicamente per la prima volta alcuni dei suoi dipinti nella mostra Vote Stuckist a Brixton e ha formato il gruppo The Westminster Stuckists. Il 4 giugno, ha preso parte a una manifestazione di Stuckist a Trafalgar Square. Entro il 10 luglio, aveva ribattezzato il suo gruppo The Unstuckists. A metà agosto, Thomson e Vine si sposarono. Un suo lavoro è stato mostrato nella mostra Stuckist a Parigi, che si è conclusa a metà novembre, momento in cui aveva rifiutato gli Stuckist, e il matrimonio era finito.
Nel febbraio 2004, Charles Saatchi ha acquistato un dipinto di Lady Diana da Vine e gli è stato attribuito il merito di "scoprirla". Thomson ha detto che sono stati gli Stuckisti e non Saatchi a scoprirla. Alla fine di marzo 2004, Thomson ha presentato una denuncia formale contro Saatchi all'Office of Fair Trading, sostenendo che la posizione di leadership di Saatchi era monopolistica "a scapito dei concorrenti minori", citando Vine come esempio ciò. Il 15 aprile, l'OFT ha archiviato il caso sulla base del fatto che Saatchi non era "in una posizione dominante in alcun mercato rilevante".

## Risposte e critiche
Nel 1999, due artisti della performance, Yuan Cai e Jian Jun Xi, si sono lanciati nell'installazione di Tracey Emin My Bed, un'opera composta dal letto disfatto dell'artista, al Turner Prize della Tate Gallery, in un intervento artistico non autorizzato. Cai aveva scritto, tra le altre cose, le parole "Anti Stuckism" sulla sua schiena nuda. Fiachra Gibbons di The Guardian ha scritto (nel 1999) che l'evento "passerà alla storia dell'arte come il momento determinante del nuovo e inedito Movimento Anti-Stuckist". Scrivendo su The Guardian dieci anni dopo, Jonathan Jones ha descritto gli Stuckists come "nemici dell'arte", e ciò che dicono come "slogan a buon mercato" e "invettive isteriche".
L'artista Max Podstolski ha scritto che il mondo dell'arte aveva bisogno di un nuovo manifesto, conflittuale come quello del Futurismo o del Dadaismo, "scritto con una sincera passione capace di ispirare e mobilitare gli outsider del mondo dell'arte, i dissidenti, i ribelli, i trascurati e i disamorati", e suggerisce che "Bene, ora ce l'abbiamo, sotto forma di Stuckism".
Il gallerista di New York Edward Winkleman ha scritto nel 2006 di non aver mai sentito parlare degli Stuckists, quindi "li ha cercati su Wikipedia" e ha dichiarato di essere "disgustato dalla loro posizione anti-concettuale, per non parlare dell'inanità della loro dichiarazione sulla pittura, ma sono più che un po' interessato alla democratizzazione che il loro movimento rappresenta". Thomson ha risposto direttamente a Winkleman.
Sempre nel 2006, Colin Gleadell, scrivendo su The Telegraph, ha osservato che la prima mostra degli Stuckists nel centro di Londra aveva portato "vendite multiple" per i principali artisti del movimento, e che questo ha sollevato la questione di quanto fossero bravi a dipingere. Ha osservato che "Qualunque cosa possano dire i critici, gli acquirenti dal Regno Unito, dagli Stati Uniti e dal Giappone hanno già preso una puntata. Sei dei dipinti di Thomson sono stati venduti tra £ 4.000 e £ 5.000 ciascuno. Joe Machine, un ex prigioniero che dipinge per scopi terapeutici ragioni, ha anche venduto sei quadri allo stesso prezzo."
Il corrispondente artistico della BBC Lawrence Pollard ha scritto nel 2009 che la strada era stata spianata per "agitatori culturali" come gli Stuckisti, così come i Vorticisti, i Surrealisti e altri, dal Manifesto futurista del 20 febbraio 1909.

## Galleria d'immagini

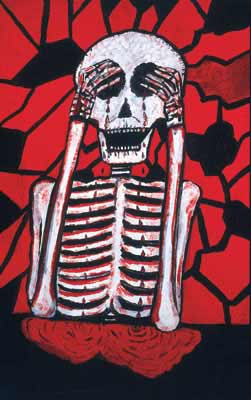
Philip Absolon. Breakdown
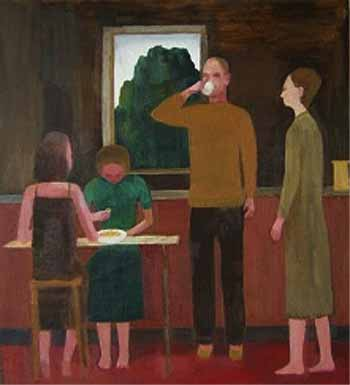
John Bourne. Epsom Kitchen
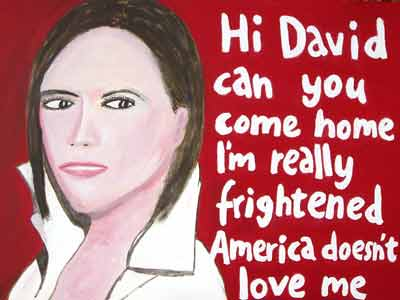
Mark D. Victoria Beckham: America Doesn't Love Me
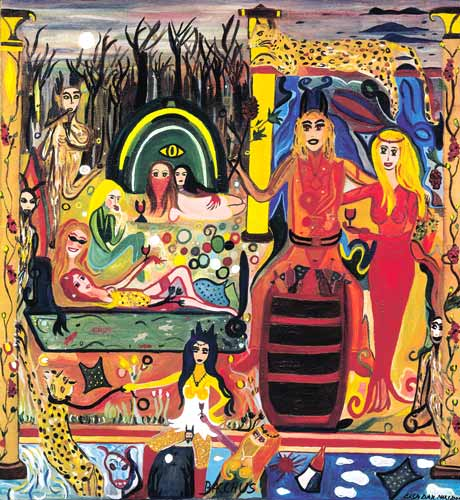
Elsa Dax. Bacchus
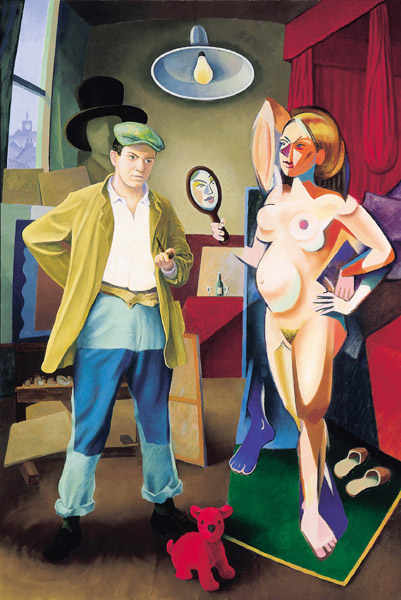
Eamon Everall. The Marriage
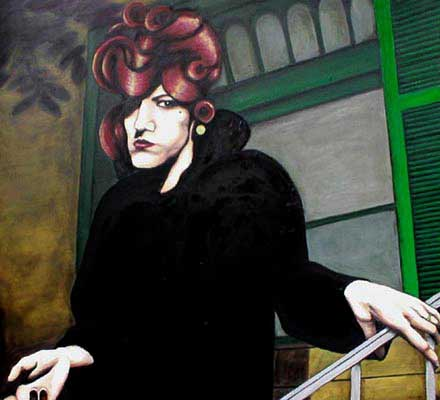
Ella Guru. Goodbye Columbus
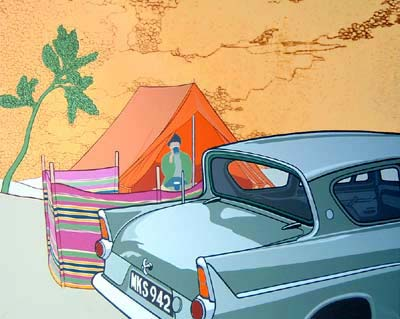
Paul Harvey. Ford Anglia with Tent and Giotto Tree
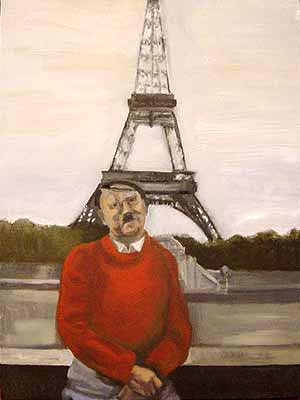
Jane Kelly. If We Could Undo Psychosis 1
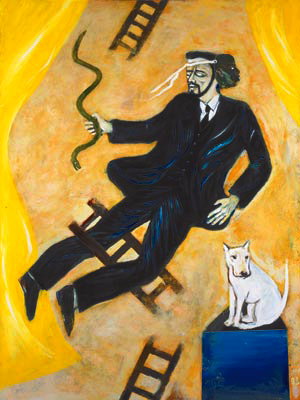
Bill Lewis. The Laughter of Small White Dogs
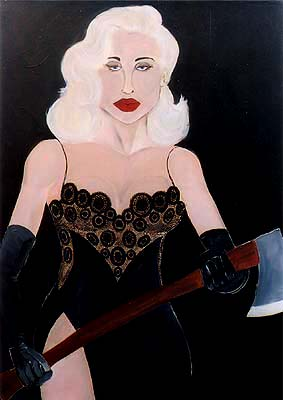
Joe Machine. Diana Dors with an Axe
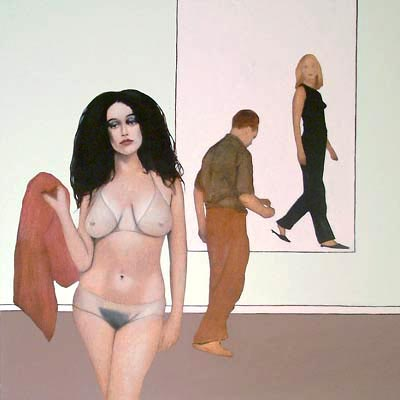
Peter McArdle. Artist and Model
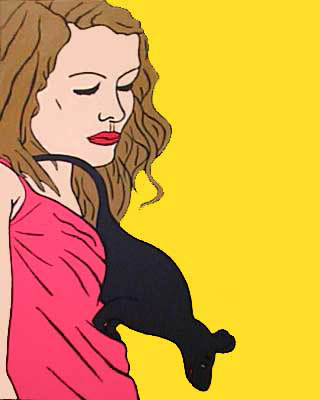
Charles Thomson. A Single Woman in London Is Never more than Six Inches from the Nearest Rat